# Анна Куманту
Анна Куманту (нар. 3 грудня 1982) — колишня грецька тенісистка.
Найвищу одиночну позицію світового рейтингу — 573 місце досягла 11 червня 2007, парну — 263 місце — 25 лютого 2008 року.
Здобула 2 парні титули туру ITF.
Завершила кар'єру 2008 року.

## Фінали ITF

### Одиночний розряд: 1 (0–1)
| Легенда          |
| ---------------- |
| турніри $100,000 |
| турніри $75,000  |
| турніри $50,000  |
| турніри $25,000  |
| турніри $10,000  |

| Фінали за покриттям |
| ------------------- |
| Тверде (0–1)        |
| Ґрунт (0–0)         |
| Трава (0–0)         |
| Килим (0–0)         |

| Результат | Дата           | Категорія | Турнір               | Покриття | Суперниця  | Рахунок  |
| --------- | -------------- | --------- | -------------------- | -------- | ---------- | -------- |
| Поразка   | 21 червня 2004 | 10,000    | ITF Орестіас, Греція | Тверде   | Орелі Веді | 1–6, 1–6 |

### Парний розряд: 12 (2–10)
| Легенда          |
| ---------------- |
| турніри $100,000 |
| турніри $75,000  |
| турніри $50,000  |
| турніри $25,000  |
| турніри $10,000  |

| Фінали за покриттям |
| ------------------- |
| Тверде (1–6)        |
| Ґрунт (1–2)         |
| Трава (0–0)         |
| Килим (0–2)         |

| Результат | Дата            | Категорія | Турнір                          | Покриття  | Партнерка             | Суперниці                              | Рахунок            |
| --------- | --------------- | --------- | ------------------------------- | --------- | --------------------- | -------------------------------------- | ------------------ |
| Поразка   | 25 жовтня 1999  | 10,000    | ITF Касторія, Греція            | Килим (i) | Асіміна Каплані       | Карен Нуджент Шеллі Стефенс            | 2–6, 2–6           |
| Поразка   | 29 червня 2003  | 10,000    | ITF Орестіас, Греція            | Тверде    | Елефтерія Макромаріду | Даніела Берчек Іпек Шенолу             | 6–7(4–7), 2–6      |
| Поразка   | 3 квітня 2005   | 10,000    | ITF Патри, Греція               | Тверде    | Асіміна Каплані       | Меделіна Гожня Леноре Лезерою          | 3–6, 2–6           |
| Поразка   | 14 травня 2005  | 10,000    | ITF Бухарест, Румунія           | Ґрунт     | Асіміна Каплані       | Б'янка Боніфате Меделіна Гожня         | 2–6, 6–7(3–7)      |
| Перемога  | 12 червня 2006  | 10,000    | ITF Монтемор-у-Нову, Португалія | Тверде    | Пемра Озген           | Неуза Сілва Кароліне Стейро            | w/o                |
| Поразка   | 24 вересня 2006 | 10,000    | ITF Мітилена, Греція            | Тверде    | Іпек Шенолу           | Мая Камбич Олександра Панова           | 2–6, 1–6           |
| Поразка   | 6 жовтня 2006   | 10,000    | ITF Волос, Греція               | Килим     | Ніколе Клеріко        | Франціска Клоц Патріція Майр-Ахлайтнер | 6–4, 6–7(5–7), 3–6 |
| Поразка   | 19 березня 2007 | 10,000    | ITF Афіни, Греція               | Тверде    | Пемра Озген           | Неуза Сілва Нікол Тіссен               | 2–6, 4–6           |
| Поразка   | 26 березня 2007 | 25,000    | ITF Патри, Греція               | Тверде    | Мервана Югич-Салкич   | Ольга Брозда Ленка Тварошкова          | 3–6, 1–3 ret.      |
| Поразка   | 2 липня 2007    | 25,000    | ITF Бостад, Швеція              | Ґрунт     | Мервана Югич-Салкич   | Теодора Мирчич Ганна Ноні              | 5–7, 5–7           |
| Перемога  | 29 вересня 2007 | 10,000    | ITF Салоніки, Греція            | Ґрунт     | Ніколе Клеріко        | Ольга Брозда Сильвія Заґурська         | 4–6, 6–4, [11–9]   |
| Поразка   | 6 жовтня 2007   | 10,000    | ITF Мітилена, Греція            | Тверде    | Ніколе Клеріко        | Ольга Брозда Магдалена Кіщиньська      | 2–6, 6–7(3–7)      |